# Tennessee centrale

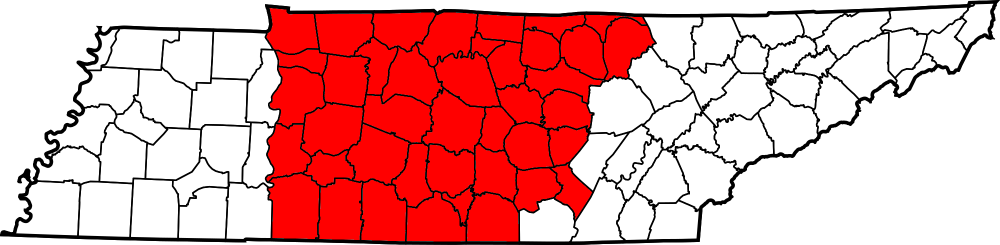
La mappa del Tennessee centrale

Il Tennessee centrale (Middle Tennessee in inglese) è una parte distinta dello Stato del Tennessee, delineato secondo la legge dello Stato come le 41 contee nella grande divisione del Tennessee.

## Geografia
Il Tennessee centrale è caratterizzato da dolci colline e fertili vallate. La sua città principale, Nashville, è la capitale statale. Altre grandi città importanti del Tennessee centrale sono Clarksville e Murfreesboro. Geograficamente è composto prevalentemente dal bacino di Nashville e dall'Highland Rim, sebbene la parte occidentale dell'altopiano del Cumberland si estenda anche nel Tennessee centrale.
Secondo la consuetudine, il Tennessee centrale è costituito da quella parte dello Stato ad est dell'incrocio occidentale dello Stato del fiume Tennessee (nel quale fluisce verso nord nel Tennessee dopo aver attraversato l'Alabama settentrionale) e ad ovest della linea dei fusi orari Eastern e Central. Le eccezioni a questa regola sono che la contea di Hardin, che si trova su entrambi i lati del fiume Tennessee, è considerata interamente nel Tennessee occidentale e che le contee di Bledsoe, Cumberland e Marion sono generalmente considerate nel Tennessee orientale nonostante siano nella Central Time Zone. 
Il sito web ufficiale del turismo del Tennessee ha una definizione del confine orientale leggermente diversa dalla definizione legale. Il sito web include la contea di Cumberland nel Tennessee centrale, escludendo le contee di Grundy e Sequatchie.